# Albert Bauer (Politiker, 1882)
Albert Bauer (* 7. Oktober 1882 in Wuppertal; † 5. Februar 1950) war ein deutscher Kaufmann, Politiker und Landtagsabgeordneter der Zentrumspartei in Nordrhein-Westfalen.

## Leben und Wirken
Bauer war von Beruf Kaufmann. Er gehörte vom 2. Oktober 1946 bis 19. Dezember 1946 dem ernannten Landtag von Nordrhein-Westfalen in der ersten Ernennungsperiode an. 